# 10455 Donnison
A 10455 Donnison (ideiglenes jelöléssel 1978 NU3) a Naprendszer kisbolygóövében található aszteroida. Claes-Ingvar Lagerkvist fedezte fel 1978. július 9-én.